# Primera División 1976/77
Die Primera División 1976/77 war die 46. Spielzeit der höchsten spanischen Fußballliga. Sie startete am 4. September 1976 und endete am 22. Mai 1977.

## Vor der Saison
- Als Titelverteidiger ging der 17-fache Meister Real Madrid ins Rennen. Letztjähriger Vizemeister wurde der FC Barcelona.
- Aufgestiegen aus der Segunda División sind FC Burgos, Celta Vigo und CD Málaga.

## Vereine
| Verein            | Stadt         | Stadion                        |
| ----------------- | ------------- | ------------------------------ |
| Hércules Alicante | Alicante      | Estadio José Rico Pérez        |
| FC Barcelona      | Barcelona     | Camp Nou                       |
| Español Barcelona | Barcelona     | Estadi Sarrià                  |
| Athletic Bilbao   | Bilbao        | Estadio San Mamés              |
| Burgos CF         | Burgos        | El Plantío                     |
| FC Elche          | Elche         | Estadio Manuel Martínez Valero |
| UD Las Palmas     | Las Palmas    | Estadio Insular                |
| Real Madrid       | Madrid        | Estadio Santiago Bernabéu      |
| Atlético Madrid   | Madrid        | Estadio Vicente Calderón       |
| CD Málaga         | Málaga        | Estadio La Rosaleda            |
| UD Salamanca      | Salamanca     | Estadio Helmántico             |
| Real Sociedad     | San Sebastián | Estadio de Atotxa              |
| Racing Santander  | Santander     | Estadio El Sardinero           |
| Real Saragossa    | Saragossa     | La Romareda                    |
| Betis Sevilla     | Sevilla       | Estadio Benito Villamarín      |
| FC Sevilla        | Sevilla       | Estadio Ramón Sánchez Pizjuán  |
| FC Valencia       | Valencia      | Estadio Luis Casanova          |
| Celta Vigo        | Vigo          | Estadio Balaídos               |

## Abschlusstabelle
| Pl. | Verein              | Sp. | S  | U  | N  | Tore    | Diff. | Punkte |
| --- | ------------------- | --- | -- | -- | -- | ------- | ----- | ------ |
| 1.  | Atlético Madrid (P) | 34  | 19 | 8  | 7  | 062:330 | +29   | 46:22  |
| 2.  | FC Barcelona        | 34  | 18 | 9  | 7  | 069:340 | +35   | 45:23  |
| 3.  | Athletic Bilbao     | 34  | 15 | 8  | 11 | 055:450 | +10   | 38:30  |
| 4.  | UD Las Palmas       | 34  | 15 | 6  | 13 | 056:510 | +5    | 36:32  |
| 5.  | Betis Sevilla       | 34  | 15 | 6  | 13 | 042:420 | ±0    | 36:32  |
| 6.  | Español Barcelona   | 34  | 14 | 8  | 12 | 061:590 | +2    | 36:32  |
| 7.  | FC Valencia         | 34  | 13 | 10 | 11 | 053:470 | +6    | 36:32  |
| 8.  | Real Sociedad       | 34  | 13 | 8  | 13 | 054:410 | +13   | 34:34  |
| 9.  | Real Madrid (M)     | 34  | 12 | 10 | 12 | 057:530 | +4    | 34:34  |
| 10. | FC Sevilla          | 34  | 11 | 12 | 11 | 032:390 | −7    | 34:34  |
| 11. | FC Elche            | 34  | 11 | 11 | 12 | 045:470 | −2    | 33:35  |
| 12. | UD Salamanca        | 34  | 13 | 6  | 15 | 030:340 | −4    | 32:36  |
| 13. | Hércules Alicante   | 34  | 11 | 10 | 13 | 035:410 | −6    | 32:36  |
| 14. | Burgos CF (N)       | 34  | 14 | 4  | 16 | 046:500 | −4    | 32:36  |
| 15. | Racing Santander    | 34  | 12 | 7  | 15 | 041:620 | −21   | 31:37  |
| 16. | Real Saragossa      | 34  | 10 | 10 | 14 | 042:510 | −9    | 30:38  |
| 17. | Celta Vigo (N)      | 34  | 9  | 11 | 14 | 022:400 | −18   | 29:39  |
| 18. | CD Málaga (N)       | 34  | 6  | 6  | 22 | 027:600 | −33   | 18:50  |

Platzierungskriterien: 1. Punkte – 2. Direkter Vergleich (Punkte, Tordifferenz, geschossene Tore) – 3. Tordifferenz – 4. geschossene Tore

| (M) | amtierender Meister              |
| (P) | amtierender Pokalsieger          |
| (N) | Neuaufsteiger der letzten Saison |

## Kreuztabelle
| 1976/77           | Atlético Madrid | FC Barcelona | Athletic Bilbao | UD Las Palmas | Betis Sevilla | Español Barcelona | FC Valencia | Real Sociedad | Real Madrid | FC Sevilla | FC Elche | UD Salamanca | Hércules Alicante | Burgos CF | Racing Santander | Real Saragossa | Celta Vigo | CD Málaga |
| ----------------- | --------------- | ------------ | --------------- | ------------- | ------------- | ----------------- | ----------- | ------------- | ----------- | ---------- | -------- | ------------ | ----------------- | --------- | ---------------- | -------------- | ---------- | --------- |
| Atlético Madrid   |                 | 3:1          | 2:1             | 1:0           | 3:1           | 1:1               | 2:3         | 5:1           | 4:0         | 3:3        | 5:1      | 2:1          | 1:0               | 0:3       | 5:1              | 2:0            | 3:0        | 2:0       |
| FC Barcelona      | 1:1             |              | 0:2             | 4:0           | 3:1           | 4:2               | 6:1         | 2:1           | 3:1         | 3:3        | 4:1      | 4:1          | 1:1               | 3:0       | 7:0              | 2:1            | 4:0        | 2:1       |
| Athletic Bilbao   | 0:1             | 1:3          |                 | 2:1           | 1:0           | 5:2               | 2:1         | 4:2           | 4:1         | 4:0        | 1:1      | 2:0          | 3:0               | 3:0       | 1:0              | 3:1            | 2:2        | 1:1       |
| UD Las Palmas     | 1:1             | 2:1          | 2:1             |               | 1:1           | 5:0               | 2:1         | 2:0           | 4:2         | 4:2        | 0:0      | 2:0          | 1:0               | 4:1       | 4:1              | 1:4            | 5:1        | 2:1       |
| Betis Sevilla     | 1:0             | 1:3          | 2:1             | 2:2           |               | 5:1               | 0:0         | 2:1           | 2:0         | 0:1        | 1:0      | 2:1          | 1:0               | 2:1       | 2:1              | 2:1            | 1:0        | 0:1       |
| Español Barcelona | 1:4             | 2:3          | 4:0             | 2:0           | 1:1           |                   | 3:0         | 1:0           | 4:1         | 0:0        | 2:0      | 4:0          | 3:0               | 2:1       | 2:1              | 2:0            | 2:0        | 5:1       |
| FC Valencia       | 2:3             | 0:1          | 2:0             | 1:2           | 2:2           | 4:1               |             | 1:0           | 1:1         | 4:0        | 1:0      | 0:0          | 3:1               | 3:1       | 4:2              | 1:1            | 2:0        | 3:1       |
| Real Sociedad     | 2:0             | 0:0          | 5:0             | 4:0           | 3:0           | 3:3               | 2:2         |               | 1:1         | 2:1        | 0:0      | 1:0          | 3:0               | 4:1       | 3:1              | 2:0            | 4:0        | 1:0       |
| Real Madrid       | 1:1             | 1:1          | 2:3             | 3:0           | 0:1           | 4:1               | 2:0         | 2:2           |             | 0:0        | 5:2      | 0:1          | 4:0               | 1:0       | 3:1              | 4:2            | 0:0        | 4:1       |
| FC Sevilla        | 1:2             | 0:1          | 1:0             | 2:1           | 3:2           | 0:0               | 0:0         | 0:3           | 1:1         |            | 0:0      | 2:0          | 1:0               | 2:0       | 1:0              | 4:1            | 2:0        | 2:1       |
| FC Elche          | 0:1             | 0:0          | 2:1             | 2:2           | 2:0           | 4:1               | 1:4         | 2:0           | 1:1         | 3:0        |          | 1:0          | 2:1               | 0:0       | 4:1              | 2:0            | 1:1        | 3:0       |
| UD Salamanca      | 1:1             | 2:0          | 3:0             | 0:0           | 0:1           | 2:1               | 0:0         | 1:1           | 0:1         | 1:0        | 1:0      |              | 1:0               | 3:1       | 0:1              | 0:0            | 2:0        | 3:0       |
| Hércules Alicante | 2:1             | 2:2          | 0:0             | 2:1           | 1:0           | 2:0               | 2:1         | 2:0           | 0:1         | 0:0        | 1:1      | 4:2          |                   | 3:0       | 2:0              | 1:1            | 2:1        | 1:0       |
| Burgos CF         | 2:0             | 1:0          | 2:2             | 4:1           | 2:1           | 1:2               | 4:1         | 2:0           | 3:2         | 1:0        | 3:1      | 0:2          | 1:1               |           | 1:1              | 2:0            | 1:0        | 3:0       |
| Racing Santander  | 0:0             | 1:0          | 1:1             | 2:1           | 4:3           | 2:2               | 2:2         | 2:1           | 3:3         | 2:0        | 2:1      | 0:1          | 1:1               | 1:0       |                  | 1:0            | 1:0        | 3:2       |
| Real Saragossa    | 0:2             | 0:0          | 1:1             | 2:1           | 2:1           | 3:3               | 2:2         | 1:1           | 2:4         | 0:0        | 5:3      | 2:0          | 1:0               | 2:1       | 2:0              |                | 1:0        | 3:1       |
| Celta Vigo        | 1:0             | 0:0          | 0:0             | 1:0           | 0:0           | 1:0               | 1:0         | 1:0           | 2:0         | 0:0        | 1:1      | 0:1          | 2:2               | 2:1       | 2:0              | 0:0            |            | 2:1       |
| CD Málaga         | 0:0             | 1:0          | 0:3             | 0:2           | 0:1           | 1:1               | 0:1         | 2:1           | 2:1         | 0:0        | 2:3      | 1:0          | 1:1               | 1:2       | 1:2              | 2:1            | 1:1        |           |

## Nach der Saison
Internationale Wettbewerbe
- 1. – Atlético Madrid – Europapokal der Landesmeister
- 2. – FC Barcelona – UEFA-Pokal
- 3. – Athletic Bilbao – UEFA-Pokal
- 4. – UD Las Palmas – UEFA-Pokal
- Gewinner der Copa del Rey – Betis Sevilla – Europapokal der Pokalsieger

Absteiger in die Segunda División
- 16. – Real Saragossa
- 17. – Celta Vigo
- 18. – CD Málaga

Aufsteiger in die Primera División
- Sporting Gijón
- FC Cádiz
- Rayo Vallecano

## Pichichi-Trophäe
Die Pichichi-Trophäe wird jährlich für den besten Torschützen der Spielzeit vergeben.
| Pl. | Nat.         | Spieler                 | Verein            | Tore |
| --- | ------------ | ----------------------- | ----------------- | ---- |
| 1   | Argentinien  | Mario Kempes            | FC Valencia       | 24   |
| 2   | Argentinien  | Carlos Morete           | UD Las Palmas     | 22   |
| 2   | Spanien 1945 | Rafael Marañón          | Español Barcelona | 22   |
| 2   | Spanien 1945 | Manuel Clares           | FC Barcelona      | 22   |
| 4   | Argentinien  | Rubén Cano              | Atlético Madrid   | 20   |
| 5   | Spanien 1945 | Jesús María Satrústegui | Real Sociedad     | 19   |

## Die Meistermannschaft von Atlético Madrid
| 1.              | Atlético Madrid |
| Atlético Madrid | - Tor: Miguel Reina (30/-); Pacheco Gómez (5/-) - Abwehr: Luís Pereira (32/4); José Luis Capón (29/-); Eusebio (28/-); Marcelino Pérez (28/-); Panadero (13/1); Juan Sierra (1/-) - Mittelfeld: Leal (33/3); Alberto Fernández (31/1); Robi (28/2); Paco Bermejo (20/3); Domingo Benegas (17/-); Ramón Heredia (14/2); Ignacio Salcedo (12/1) - Sturm: Rubén Ayala (34/13); Rubén Cano (33/20); Francisco Aguilar (18/2); Leivinha (15/8); Heraldo Becerra (1/-); José Eulogio Gárate (1/-) - Trainer: Luis Aragonés |